# A leglátogatottabb koncertek listája

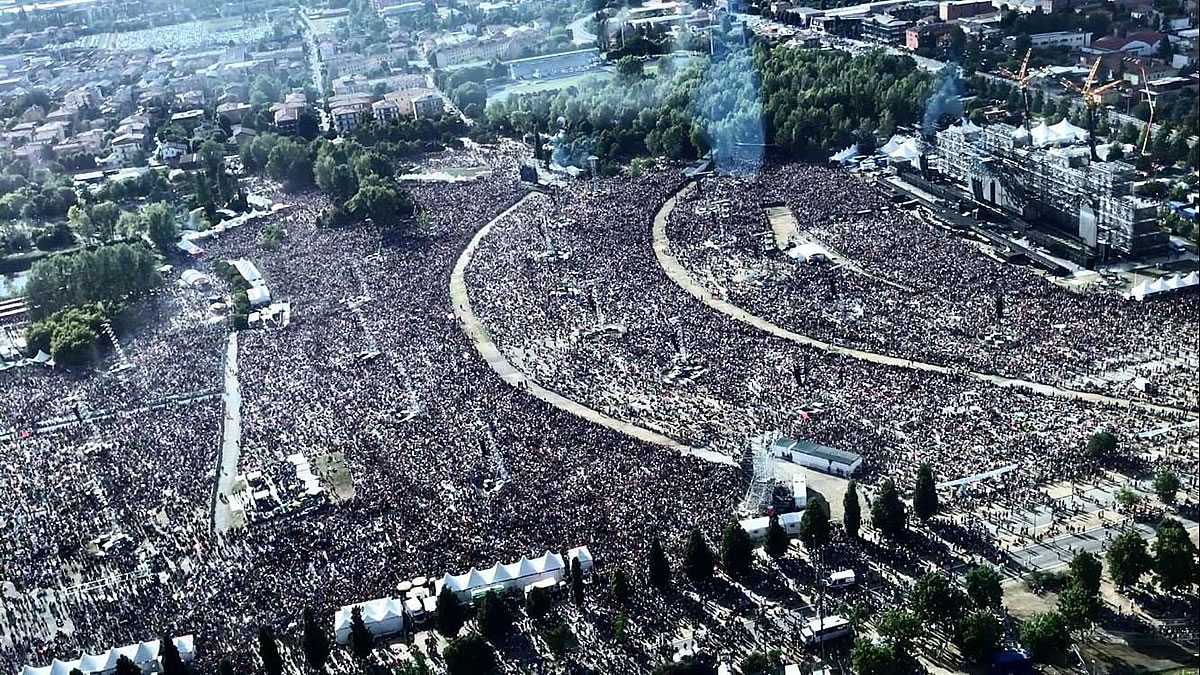
Vasco Rossi 2017-es Modena Park koncertjének nézői az olaszországi Modenában. A második legnagyobb látogatottságú, belépőjegyes koncert (fő)

Ez a szócikk minden idők leglátogatottabb koncertjeit sorolja fel. A Billboard Boxscore-nak jelentett legrégebbi 100 000 nézőszámú koncert a Grateful Dead koncertje a Raceway Parkban, Englishtownban, New Jersey államban, 1977. szeptember 3-án. A koncerten 107 019 ember vett részt. Nemzetközi szinten 40 fizetős koncert haladta meg a Grateful Dead által felállított kezdeti rekordot. Frank Sinatra, Tina Turner és Paul McCartney a Maracanã Stadionban döntötte meg a rekordot. McCartney 1990. április 21-ei 184 000-es rekordját a norvég szintipop együttes, az a-ha döntötte meg 198 000 fizető nézővel a Rock in Rio során 1991. január 26-án, majd az a-ha rekordját egy japán rockzenekar, a Glay döntötte meg, amely 1999. július 31-én 200 000 fős közönségnek tartott koncertet a japán Csibában (Makuhari parkoló). A Glay 6 évig tartotta a rekordot. Vasco Rossi olasz énekes 2017. július 1-jén, a Modena Parkban adott szólókoncertjével 225 173 eladott jegyével felülmúlta a rekordot. A koncert 40 éves pályafutásának tiszteletére rendezett ünnepség volt.
Bár az ingyenes koncertek látogatottsági adatai túlzóak, több koncertről is beszámoltak, amelyeken a közönség száma egymillió fő vagy annál is több volt. Jean-Michel Jarre 1997-es moszkvai koncertje és Rod Stewart 1994-es copacabanai koncertje egyaránt több mint 3,5 milliós közönséget vonzott. Jean-Michel Jarre öt alkalommal produkált egymilliónál több nézőt élőben: háromszor Párizsban, 1979-ben, 1990-ben és 1995-ben, egyszer Houstonban, 1986-ban, és egyszer Moszkvában, 1997-ben. Ő az egyetlen előadóművész, akinek ez valaha sikerült.
2024-ben Madonna The Celebration Tour elnevezésű turnéjának Rio de Janeiróban tartott, ingyenesen látogatható zárókoncertje több mint 1,6 millió embert vonzott. Akkor ez volt minden idők leglátogatottabb önálló koncertje. Lady Gaga 2025-ben megdöntötte a rekordot, amikor ugyanott 2,5 millió néző előtt lépett fel a Mayhem on the Beach elnevezésű, a Mayhem című albumának promóciós koncertjén. Mindkét koncertet Rio de Janeiro önkormányzata finanszírozta a turizmus fellendítése érdekében.

## Egyestés koncertek
| * | Minden idők leglátogatottabb koncertje volt akkor |
| ‡ | Önálló ingyenes koncert                           |

### Belépőjegyes koncertek
Az alábbi lista a leglátogatottabb egyestés koncerteket tartalmazza (zenei fesztiválok kivételével), amelynek közönsége 100 000 vagy annál több résztvevőből állt.
| Dátum                | Előadó                    | Helyszín                   | Város           | Esemény, turné                                    | Látogatottság | For.          |
| -------------------- | ------------------------- | -------------------------- | --------------- | ------------------------------------------------- | ------------- | ------------- |
| 2025. július 5.      | Marko Perković – Thompson | Zágráb hippodrom           | Zágráb          | Hodočasnik Tour*                                  | 504 000       | [ 6 ]         |
| 2017. július 1.      | Vasco Rossi               | Parco Enzo Ferrari         | Modena          | Modena Park 2017*                                 | 225 173       | [ 7 ] [ 8 ]   |
| 2005. június 28.     | Bijelo Dugme              | Belgrád hippodrom          | Belgrád         | 2005 Tour: Sarajevo, Zagreb, Belgrade*            | 220 000       | [ 9 ] [ 10 ]  |
| 1999. július 31.     | Glay                      | Makuhari Messe             | Csiba           | Glay Expo'99 Survival*                            | 200 000       | [ 11 ]        |
| 1990. április 20.    | Paul McCartney            | Maracanã Stadion           | Rio de Janeiro  | The Paul McCartney World Tour*                    | 184 000       | [ 12 ]        |
| 1988. január 16.     | Tina Turner               | Maracanã Stadion           | Rio de Janeiro  | Break Every Rule World Tour*                      | 180 000       | [ 13 ] [ 14 ] |
| 1980. január 26.     | Frank Sinatra             | Maracanã Stadion           | Rio de Janeiro  | Frank Sinatra Live*                               | 175 000       | [ 13 ] [ 15 ] |
| 2005. szeptember 10. | Luciano Ligabue           | Aeroporto di Reggio Emilia | Reggio Emilia   | Campovolo                                         | 165 264       | [ 16 ]        |
| 1988. július 19.     | Bruce Springsteen         | Radrennbahn Weissensee     | Berlin          | Tunnel of Love Express Tour                       | 160 000       | [ 17 ]        |
| 2013. június 28.     | Ceca                      | Ušće Park                  | Belgrád         | Poziv Tour                                        | 150 500       | [ 18 ]        |
| 1990. július 21.     | Roger Waters              | Potsdamer Platz            | Berlin          | Roger Waters’ 1990 Concert At The Berlin Wall     | 150 000       | [ 19 ]        |
| 1997. szeptember 20. | U2                        | Aeroporto di Reggio Emilia | Reggio Emilia   | PopMart Tour                                      | 150 000       | [ 20 ]        |
| 1983. június 18.     | Kiss                      | Maracanã Stadium           | Rio de Janeiro  | Creatures of the Night Tour/10th Anniversary Tour | 137 000       | [ 21 ]        |
| 2003. augusztus 9.   | Robbie Williams           | Phoenix Park               | Dublin          | 2003 Tour                                         | 135 000       | [ 22 ]        |
| 1981. március 20.    | Queen                     | Morumbi Stadion            | São Paulo       | The Game Tour                                     | 131 000       | [ 23 ]        |
| 2024. május 4.       | Hua Chenyu                | Yangma Island              | Jentaj          | 2024 Mars Concert Tour                            | 130 000       | [ 24 ]        |
| 2022. augusztus 20.  | Helene Fischer            | Neue Messe München         | München         | Rausch Live - Die Tour                            | 130 000       | [ 25 ]        |
| 1987. augusztus 29.  | Madonna                   | Parc de Sceaux             | Párizs          | Who's That Girl World Tour                        | 130 000       | [ 26 ]        |
| 1995. augusztus 5.   | The Rolling Stones        | Strahov Stadium            | Prága           | Voodoo Lounge Tour                                | 126 742       | [ 27 ]        |
| 1988. szeptember 11. | Michael Jackson           | Aintree Racecourse         | Liverpool       | Bad World Tour                                    | 125 000       | [ 28 ]        |
| 1996. szeptember 7.  | Michael Jackson           | Letná Park                 | Prága           | HIStory World Tour                                | 125 000       | [ 29 ]        |
| 1996. augusztus 10.  | Oasis                     | Knebworth Park             | Stevenage       | (What's the Story) Morning Glory? Tour            | 125 000       | [ 30 ] [ 31 ] |
| 1996. augusztus 11.  | Oasis                     | Knebworth Park             | Stevenage       | (What's the Story) Morning Glory? Tour            | 125 000       | [ 30 ] [ 31 ] |
| 2003. augusztus 1.   | Robbie Williams           | Knebworth Park             | Stevenage       | 2003 Tour                                         | 125 000       | [ 32 ]        |
| 2003. augusztus 2.   | Robbie Williams           | Knebworth Park             | Stevenage       | 2003 Tour                                         | 125 000       | [ 32 ]        |
| 2003. augusztus 3.   | Robbie Williams           | Knebworth Park             | Stevenage       | 2003 Tour                                         | 125 000       | [ 32 ]        |
| 2006. június 17.     | Ceca                      | Ušće Park                  | Belgrád         | Idealno Loša Tour                                 | 120 000       | [ 33 ]        |
| 2022. május 20.      | Vasco Rossi               | Trentino Music Arena       | Trento          | Vasco Live Tour 2022                              | 120 000       | [ 34 ]        |
| 1981. március 21.    | Queen                     | Morumbi Stadion            | São Paulo       | The Game Tour                                     | 120 000       | [ 23 ]        |
| 1982. július 25.     | The Rolling Stones        | Roundhay Park              | Leeds           | The Rolling Stones European Tour 1982             | 120 000       | [ 35 ]        |
| 1986. augusztus 9.   | Queen                     | Knebworth Park             | Stevenage       | The Magic Tour                                    | 120 000       | [ 36 ]        |
| 1993. november 6.    | Madonna                   | Maracanã Stadion           | Rio de Janeiro  | The Girlie Show                                   | 120 000       | [ 37 ]        |
| 1996. szeptember 20. | Michael Jackson           | Bemowo, Airport            | Varsó           | HIStory World Tour                                | 120 000       | [ 38 ]        |
| 1994. szeptember 7.  | Pink Floyd                | Strahov Stadium            | Prága           | The Division Bell Tour                            | 115 000       | [ 39 ]        |
| 2025. január 26.     | Coldplay                  | Narendra Modi Stadium      | Ahmadábád       | Music of the Spheres World Tour                   | 111 989       | [ 40 ]        |
| 2025. január 25.     | Coldplay                  | Narendra Modi Stadium      | Ahmadábád       | Music of the Spheres World Tour                   | 111 581       | [ 40 ]        |
| 2024. június 15.     | George Strait             | Kyle Field                 | College Station | The King at Kyle Field                            | 110 905       | [ 41 ]        |
| 1993. október 31.    | Michael Jackson           | Estadio Azteca             | Mexikóváros     | Dangerous World Tour                              | 110 000       | [ 42 ]        |
| 1993. október 29.    | Michael Jackson           | Estadio Azteca             | Mexikóváros     | Dangerous World Tour                              | 110 000       | [ 42 ]        |
| 1993. november 7.    | Michael Jackson           | Estadio Azteca             | Mexikóváros     | Dangerous World Tour                              | 110 000       | [ 42 ]        |
| 1993. november 9.    | Michael Jackson           | Estadio Azteca             | Mexikóváros     | Dangerous World Tour                              | 110 000       | [ 42 ]        |
| 1993. november 11.   | Michael Jackson           | Estadio Azteca             | Mexikóváros     | Dangerous World Tour                              | 110 000       | [ 42 ]        |
| 2023. március 3.     | Ed Sheeran                | Melbourne Cricket Ground   | Melbourne       | +–=÷× Tour                                        | 110 000       | [ 43 ]        |
| 2023. március 2.     | Ed Sheeran                | Melbourne Cricket Ground   | Melbourne       | +–=÷× Tour                                        | 108 000       | [ 43 ]        |
| 1977. szeptember 3.  | Grateful Dead             | Raceway Park               | Englishtown     | Terrapin Station Tour*                            | 107 019       | [ 44 ]        |
| 1993. október 15.    | Michael Jackson           | Morumbi Stadion            | São Paulo       | Dangerous World Tour                              | 105 000       | [ 45 ]        |
| 1993. október 17.    | Michael Jackson           | Morumbi Stadion            | São Paulo       | Dangerous World Tour                              | 105 000       | [ 45 ]        |
| 2024. május 25.      | AC/DC                     | RCF Arena                  | Reggio Emilia   | Power Up Tour                                     | 105 000       | [ 46 ]        |
| 2014. június 7.      | George Strait             | AT&T Stadion               | Arlington       | The Cowboy Rides Away Tour                        | 104 793       | [ 47 ]        |
| 2022. április 30.    | Garth Brooks              | Tiger Stadium              | Baton Rouge     | The Garth Brooks Stadium Tour                     | 102 000       | [ 48 ]        |
| 2002. június 15.     | Ceca                      | Marakana                   | Belgrád         | Decenija Tour                                     | 120 000       | [ 49 ]        |
| 1993. szeptember 21. | Michael Jackson           | Yarkon Park                | Tel-Aviv        | Dangerous World Tour                              | 100 000       | [ 50 ]        |
| 2017. november 25.   | Ricky Martin              | Zócalo                     | Mexikóváros     | One World Tour                                    | 100 000       | [ 51 ]        |
| 2007. március 28.    | Shakira                   | Giza Plateau               | Kairó           | Oral Fixation Tour                                | 100 000       | [ 52 ]        |

### Ingyenes koncertek
Az alábbi listán olyan ingyenes koncertek szerepelnek, amelyeken a jelentések szerint legalább egymillió ember vett részt. Az elsőt Jean-Michel Jarre francia zenész adta 1979-ben Párizsban, ami bekerült a Guinness Rekordok Könyvébe is. Ide tartoznak a több előadóval megrendezett fesztiválok is, amelyek nem feltétlenül hasonlíthatók össze közvetlenül az önálló koncertekkel. Az itt felsorolt rendezvények látogatottsági számai sok esetben a szervezők becslésein alapulnak, és általában túlzóak.
| Dátum                | Előadó                                              | Helyszín                   | Város          | Esemény                                         | Látogatottság | For.          |
| -------------------- | --------------------------------------------------- | -------------------------- | -------------- | ----------------------------------------------- | ------------- | ------------- |
| 1994. december 31.   | Rod Stewart                                         | Copacabana Beach           | Rio de Janeiro | New Year’s Eve*                                 | >3 500 000    | [ 53 ] [ 54 ] |
| 1997. szeptember 6.  | Jean-Michel Jarre                                   | Moszkvai Állami Egyetem    | Moszkva        | Oxygene in Moscow (Moszkva 850. évfordulója)*   | >3 500 000    | [ 55 ]        |
| 1993. december 31.   | Jorge Ben Jor                                       | Copacabana Beach           | Rio de Janeiro | New Year’s Eve*                                 | 3 000 000     | [ 56 ]        |
| 1990. július 14.     | Jean-Michel Jarre                                   | La Défense                 | Párizs         | Bastille Day*                                   | 2 500 000     | [ 57 ]        |
| 2025. május 3.       | Lady Gaga                                           | Copacabana Beach           | Rio de Janeiro | Mayhem on the Beach ‡                           | 2 500 000     | [ 4 ]         |
| 2001. június 24.     | Antonello Venditti                                  | Circus Maximus             | Róma           | Az AS Roma 3. Serie A győzelme                  | 1 800 000     | [ 58 ]        |
| 1991. szeptember 28. | AC/DC, Pantera, Metallica, The Black Crowes, E.S.T. | Tushino Airfield           | Moszkva        | Monsters of Rock                                | 1 600 000     | [ 59 ] [ 60 ] |
| 2024. május 4.       | Madonna                                             | Copacabana Beach           | Rio de Janeiro | The Celebration Tour ‡                          | 1 600 000     | [ 61 ]        |
| 2005. július 2.      | Több előadó                                         | Philadelphia Museum of Art | Philadelphia   | Live 8                                          | 1 500 000     | [ 62 ]        |
| 2006. február 18.    | The Rolling Stones                                  | Copacabana Beach           | Rio de Janeiro | A Bigger Bang ‡                                 | 1 500 000     | [ 63 ] [ 64 ] |
| 1986. április 5.     | Jean-Michel Jarre                                   | Downtown Houston           | Houston        | Rendez-vous Houston (Houston 150. évfordulója)* | 1 300 000     | [ 65 ] [ 66 ] |
| 2009. szeptember 20. | Több előadó                                         | Plaza de la Revolución     | Havanna        | Paz Sin Fronteras II                            | 1 100 000     | [ 67 ] [ 68 ] |
| 1979. július 14.     | Jean-Michel Jarre                                   | Place de la Concorde       | Párizs         | Bastille Day*                                   | 1 000 000     | [ 69 ]        |
| 1985. július 4.      | The Beach Boys                                      | Philadelphia Museum of Art | Philadelphia   | Függetlenség napi koncert                       | 1 000 000     | [ 70 ]        |
| 2006. december 31.   | The Black Eyed Peas                                 | Ipanema Beach              | Rio de Janeiro | New Year’s Eve                                  | 1 000 000     | [ 71 ]        |

## Többestés koncertek
Az alábbi lista a leglátogatottabb többestés koncerteket tartalmazza (zenei fesztiválok és koncertrezidenciák kivételével), amelynek közönsége 300 000 vagy annál több résztvevőből állt.
| Év   | Előadó                            | Helyszín                   | Város           | Esemény                             | Koncertek | Eladott jegyek | For.   |
| ---- | --------------------------------- | -------------------------- | --------------- | ----------------------------------- | --------- | -------------- | ------ |
| 2024 | Taylor Swift                      | Wembley Stadion            | London          | The Eras Tour*                      | 8         | 753 112        | [ 72 ] |
| 2022 | Coldplay                          | Estadio River Plate        | Buenos Aires    | Music of the Spheres World Tour*    | 10        | 626 841        | [ 73 ] |
| 2011 | Take That                         | Wembley Stadion            | London          | Progress Live*                      | 8         | 623 737        | [ 74 ] |
| 2003 | Bruce Springsteen · E Street Band | Giants Stadion             | East Rutherford | The Rising Tour*                    | 10        | 566 560        | [ 74 ] |
| 1993 | Michael Jackson                   | Estadio Azteca             | Mexikóváros     | Dangerous World Tour*               | 5         | 550 000        | [ 42 ] |
| 1988 | Michael Jackson                   | Wembley Stadion            | London          | Bad World Tour*                     | 7         | 504 000        | [ 75 ] |
| 2022 | Coldplay                          | Wembley Stadion            | London          | Music of the Spheres World Tour     | 6         | 464 839        | [ 75 ] |
| 1988 | Michael Jackson                   | Tokyo Dome                 | Tokió           | Bad World Tour                      | 9         | 450 000        | [ 76 ] |
| 2011 | Take That                         | Etihad Stadion             | Manchester      | Progress Live                       | 8         | 443 223        | [ 74 ] |
| 2023 | Coldplay                          | Morumbi Stadion            | São Paulo       | Music of the Spheres World Tour     | 6         | 439 651        | [ 77 ] |
| 2012 | Roger Waters                      | Estadio River Plate        | Buenos Aires    | The Wall Live                       | 9         | 430 678        | [ 78 ] |
| 2022 | Ed Sheeran                        | Wembley Stadion            | London          | +–=÷× Tour                          | 5         | 420 269        | [ 75 ] |
| 2025 | Shakira                           | Estadio GNP Seguros        | Mexikóváros     | Las Mujeres Ya No Lloran World Tour | 7         | 396 000        | [ 79 ] |
| 2024 | Taylor Swift                      | Nemzeti Stadion            | Szingapúr       | The Eras Tour                       | 6         | 378 000        | [ a ]  |
| 2003 | Robbie Williams                   | Knebworth Park             | Stevenage       | 2003 Tour                           | 3         | 375 000        | [ 32 ] |
| 1985 | Bruce Springsteen · E Street Band | Giants Stadion             | East Rutherford | Born in the U.S.A. Tour*            | 6         | 396 936        | [ 81 ] |
| 1989 | The Rolling Stones                | Memorial Coliseum          | Los Angeles     | Steel Wheels Tour                   | 4         | 360 069        | [ 82 ] |
| 2023 | RBD                               | Foro Sol                   | Mexikóváros     | Soy Rebelde Tour                    | 7         | 347 923        | [ 83 ] |
| 1995 | The Rolling Stones                | Estadio River Plate        | Buenos Aires    | Voodoo Lounge Tour                  | 5         | 344 144        | [ 84 ] |
| 2023 | Harry Styles                      | Wembley Stadion            | London          | Love On Tour                        | 4         | 335 394        | [ 75 ] |
| 2018 | Luis Miguel                       | Auditorio Nacional         | Mexikóváros     | México Por Siempre Tour             | 35        | 332 867        | [ 85 ] |
| 1985 | Bruce Springsteen · E Street Band | Memorial Coliseum          | Los Angeles     | Born in the U.S.A. Tour             | 4         | 331 892        | [ 81 ] |
| 2024 | Coldplay                          | Croke Park                 | Dublin          | Music of the Spheres World Tour     | 4         | 329 200        | [ 86 ] |
| 2024 | Coldplay                          | Accor Stadion              | Sydney          | Music of the Spheres World Tour     | 4         | 325 072        | [ 87 ] |
| 2022 | Daddy Yankee                      | Foro Sol                   | Mexikóváros     | La Última Vuelta World Tour         | 5         | 322 028        | [ 88 ] |
| 2024 | Bruno Mars                        | Tokyo Dome                 | Tokió           | 2022–2024 Tour                      | 7         | 322 000        | [ 83 ] |
| 2024 | Coldplay                          | Nemzeti Stadion            | Szingapúr       | Music of the Spheres World Tour     | 6         | 321 113        | [ 89 ] |
| 2022 | Coldplay                          | Stade de France            | Saint-Denis     | Music of the Spheres World Tour     | 4         | 318 331        | [ 90 ] |
| 2025 | Coldplay                          | Goyang Stadion             | Kojang          | Music of the Spheres World Tour     | 6         | 318 309        | [ 91 ] |
| 1999 | Bruce Springsteen · E Street Band | Continental Airlines Arena | East Rutherford | Reunion Tour                        | 15        | 304 785        | [ 92 ] |
| 2016 | Coldplay                          | Wembley Stadion            | London          | A Head Full of Dreams Tour          | 4         | 303 985        | [ 93 ] |

## Lásd még
- A leglátogatottabb turnék listája
- A legjövedelmezőbb turnék listája